# هلنا نوربرگ هاج
هلنا نوربرگ هاج (انگلیسی: Helena Norberg-Hodge؛ زادهٔ فوریه ۱۹۴۶ (۷۹ سال)) زبان‌شناسی، نویسنده، کنشگری اهل سوئد است.
وی همچنین برندهٔ جوایزی همچون جایزه زیست صحیح شده‌است.